# Mortyr: 2093-1944
 (septembre 2015).
Si vous disposez d'ouvrages ou d'articles de référence ou si vous connaissez des sites web de qualité traitant du thème abordé ici, merci de compléter l'article en donnant les références utiles à sa vérifiabilité et en les liant à la section « Notes et références ».
Mortyr: 2093-1944 est un jeu de tir à la première personne (First Person Shooter en anglais) édité par Interplay et Mirage, le jeu est sorti en 1999.

## Synopsis
Mortyr 2093-1944 se déroule dans une Uchronie où, en 1944, les troupes hitlériennes ont gagné la Seconde Guerre mondiale.
Nul ne sait comment Hitler et ses généraux ont fait pour faire basculer le cours de la guerre et régner sur le monde après avoir fait tomber les villes de Londres, Moscou et Washington. Les Nazis dominent alors le monde. En l'année 2093, la planète est au bord de la ruine.
Le joueur incarne Sebastian Mortyr (Surnommé Sven), fils de l'officier-scientifique nazi Jurgen Mortyr. Ce dernier, ayant des remords, accuse les nazis d'avoir dominé le monde et asservi l'humanité. La seule chance de sauver le monde étant de remonter dans le temps afin de changer le cours de l'histoire.
Sven est envoyé en 1944, l'année où tout a basculé. Cependant, il atterrit par erreur dans un château isolé du Reich, Sven devra donc s'échapper du château et rejoindre le cœur du Reich millénaire pour sauver le monde.

## Développement et Postérité
Dans l'optique de vendre leurs jeux à l'international, le studio polonais Mirage tenta de conclure un accord avec l'éditeur français Ubisoft. Cependant, face à la controverse suscitée par des jeux vidéos tels que Wolfenstein 3D, l'idée de réaliser un FPS sur la Seconde Guerre mondiale dans une ambiance semblable au jeu D'ID logiciel refroidit d'éditeur français  et d'abandonner la production du jeu. Une rumeur prétend même qu'il s'agissait de la raison pour laquelle le jeu fut un interdit de vente sur l’hexagone.
C'est finalement le studio interplay qui récupéra la production et le développement du jeu, 1 an après la fin de ce dernier, causant des retards de sorties partout en Europe.
Malgré sa rareté et son accueil tiède par la critique (maniabilité lourde et visée imprécise, scénario sans cohérence...), Mortyr est un jeu vidéo qui a su marquer le monde vidéo ludique en Pologne, car il s'agissait d'un des premiers jeux vidéos à aborder la Seconde Guerre mondiale, ainsi que l'uchronie et le voyage dans le temps.
Il servit aussi de source pour le livre The world Hitler never Made de Gabriel D Rosenfeld sorti en 2005.
Il inspirera un groupe de métal suédois éponyme n'ayant qu'un seul album à son actif "Rise of Tyrant" sorti en 2013.
Le jeu aura droit à une suite intitulée « Mortyr II » en 2004, (notée 6/20 par jeuxvideo.com) ainsi qu'un troisième opus "Mortyr III Battlestrike: Force of Resistance" (aucun des 2 jeux ne reprenant le concept du voyage dans le temps).

## Aspect Technique
Configuration Minimum :
Pentium 166.
32 MB RAM.
Windows 95 ou 98.
Carte graphique 3D
CD-ROM 4X
Configuration recommandée :
Pentium II 350.
64 MB RAM
Carte graphique 3D de 2de génération.
Carte Son 16 bits compatible DirectX
Souris.